# Переменная туманность Хайнда
Переме́нная тума́нность Ха́йнда (NGC 1555, другие обозначения — DG 31, CED 32B) — отражающая туманность в созвездии Телец.
Этот объект входит в число перечисленных в оригинальной редакции «Нового общего каталога».
Туманность является переменной. Она подсвечивается звездой T Тельца. Является объектом Хербига — Аро. Туманность открыта 11 октября 1852  Джоном Хайндом.

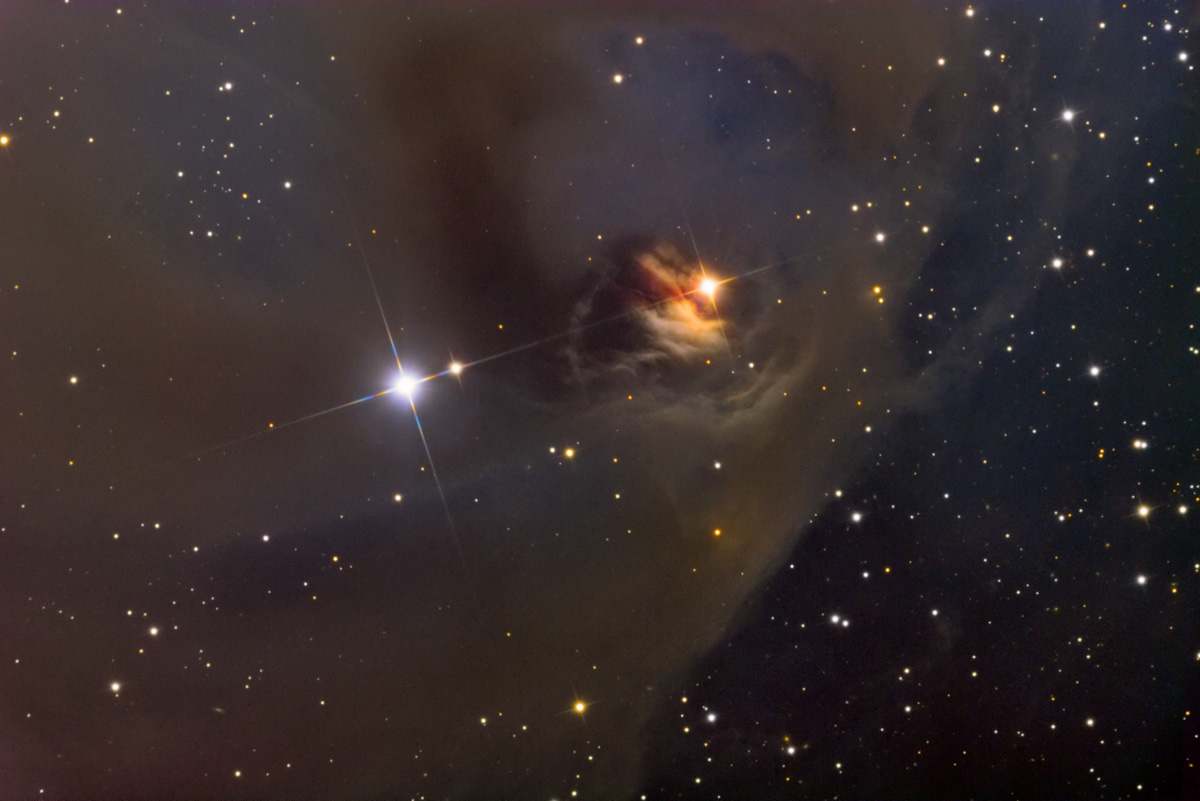
NGC 1555. Снимок получен на 0,8-метровом телескопе Шульмана в обсерватории Маунт-Леммон.